# Hisham II
Hisham II, född 965, död 19 april 1013, var den tredje umayyadiske kalifen av Córdoba som regerade 976-1009 och 1010-1013. Hisham II efterträdde Al-Hakam II och följdes av Mohammed II. 

## Biografi
Hisham II var son till Al-Hakam II och Subh. Han kom på tronen vid elva års ålder 976. Under hans omyndighet styrdes staten av hans mor i samarbete med Al-Mansur Ibn Abi Amir, som hon utnämnde till minister. 
Al-Mansur fortsatte i själva verket att inneha den verkliga makten under hela Hishams regeringstid: år 997 tvingades han också att officiellt överlåta makten åt al-Mansur. al-Mansur efterträddes vid sin död 1002 av sin son Abd al-Malik (1002–1008) och sedan av Abd al-Rahman Sanchuelo (1008-1009). 
Han avsattes av  Mohammed II år 1009 och hölls sedan fängslad tills han återuppsattes 1010. Han avsattes för andra gången då Cordoba erövrades och plundrades av berberna 1013, och blev möjligen dödad 19 april 1013. 
Hisham II var homosexuell och hade öppet ett manligt harem.     

## Fiktion
Hisham omnämns i Frans G. Bengtssons roman Röde Orm såsom varande inlåst i sitt palats och fråntagen den verkliga makten av sin minister   Al-Mansour (den segerrike). 